# Enrique Gaspar
Enrique Lucio Eugenio Gaspar y Rimbau (Madrid, 2 de març de 1842 – Auloron Santa Maria, 7 de setembre de 1902) va ser un diplomàtic i escriptor espanyol, autor d'obres de teatre, sarsuela i novel·les, i traductor al castellà de Mar i Cel d'Àngel Guimerà.

## Biografia
Nascut a Madrid de pares actors. A la mort del seu pare es desplaça a València amb la seva mare i els seus dos germans. Allà va estudiar Humanitats i Filosofia, tot i que no va acabar els seus estudis, acabant per treballar a la casa de banca i comerç del marquès de San Juan.
Als 13 anys ja havia escrit la seva primera sarsuela i als 14 era redactor de La Ilustración Valenciana. Als 15 la seva mare va protagonitzar la seva primera comèdia. Als 21 es va traslladar a Madrid per dedicar-se a ser escriptor i entre 1868 i 1875 va tenir la seva època més fecunda, realitzant obres on criticava els valors burgesos. Va ser el pioner del teatre social a Espanya. Va publicar nombrosos articles, poesies i narracions en les principals publicacions periòdiques de l'època: La Época, Blanco y Negro i La Ilustración Española.
Als 23 anys es va casar amb Enriqueta Batllés y Bertán de Lis, una bella aristòcrata, casament que els seus pares no van aprovar. Després del naixement del segon fill, va ingressar als 27 anys en el cos diplomàtic. Va passar un temps a Grècia i a França, després a Madrid i finalment va estar de cònsol a la Xina, primer a Macau i després a Hong Kong. Durant aquest temps no va deixar d'escriure i estrenar obres, a més de col·laborar a El Diario de Manila.
De tornada, fou destinat a Auloron Santa Maria, tot i que la família residia a Barcelona, ciutat on tornà a estrenar una obra en català. Van seguir diverses destinacions al sud de França. La seva esposa morí a Marsella, on era cònsol; malalt, es retira a Auloron Santa Maria amb la seva filla, el seu gendre i els seus nets, on va morir el 1902 als 60 anys.

## Anàlisi de la seva obra
Va escriure unes vint-i-sis peces dramàtiques molt interessants i innovadores, com El estómago (1874), sobre la preeminència d'aquest òrgan en el cos humà, o La lengua (1882), que tracta sobre la maledicència i l'educació de la dona. Si en la seva època imperava el sentimentalisme en el teatre, Enrique Gaspar vol sobretot fer pensar als seus espectadors i evoluciona fins a rebutjar tot el lirisme i preferir la prosa al vers, llavors creu que el llenguatge figurat i les descripcions són alienes al substancialment teatral. Les seves obres solen versar sobre problemes d'ètica social. En Las circunstancias (1867), es denuncia i satiritza la hipocresia i interessos de la burgesia.
Entre les seves últimes obres cal destacar Las personas decentes, estrenada el 31 de gener de 1890. El protagonista, Ramón, prepara a Madrid el seu doctorat i coneix persones ofuscades per diversos interessos: l'especulació sobre terres revaloritzables, l'anomenament de diputat, un matrimoni avantatjós, etc. Llavors, renuncia a ser "decent" i deixa Madrid, desenganyat, denunciant una societat que prima la confusió i la hipocresia:
| « | Ha echado un puente entre el hombre de bien y el bribón para que todas puedan circular por él confundidos, mediante un derecho de portazgo de camisa limpia | » |

Huelga de hijos (1893) és una obra feminista molt avançada per la seva època. Enrique Gaspar va ser un autor minoritari pel seu realisme crític i a les seves innovacions dramàtiques; manejava a la perfecció els personatges, amb un tipus de diàleg molt mogut, concís, càustic i, a vegades, descarnat. La seva visió del món és pessimista, tot i la presència d'un cert humor.

## El anacronópete

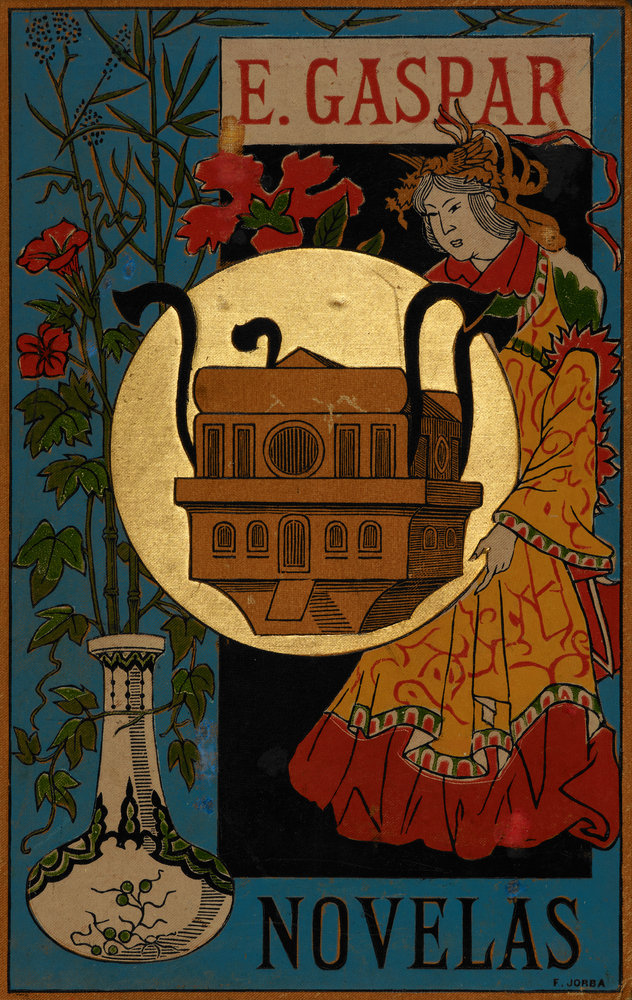
Portada de El anacronópete (1887).

Editada el 1887 a Barcelona, El anacronópete és una de les seves obres més importants. És una novel·la de ciència-ficció que s'avança a H.G. Wells en la invenció de la màquina del temps.
Novel·la en format de sarsuela, és la primera novel·la en què s'inventa una màquina per viatjar en el temps: l'anacronópeta, una caixa enorme de ferro fos que navega gràcies a l'electricitat, que mou quatre grans culleres mecàniques per desplaçar-se, a més d'un altre tipus de maquinària que inclou la producció del fluid García, que fa que els passatgers no es tornin joves quan viatgen cap endarrere en el temps. La màquina també inclou tota classe de comoditats en el seu interior i, entre altres meravelles, escombres que netegen soles.
La màquina serveix d'excusa per una història en tres actes en els quals don Sindulfo García, científic de Saragossa i inventor de l'enginy, el seu amic i ajudant Benjamín, la neboda i pupil·la Clarita, la serventa, el capità Luis, l'amor de Clarita, uns quants hússars i algunes dones franceses de vida alegre es desplacen en el temps.
En el primer acte surten de París, de l'Exposició Universal i viatgen fins a la batalla de Tetuan el 1860. Acaben per tornar a París el dia anterior de la seva sortida, on desembarquen unes senyoretes franceses tornades més joves.
En el segon acte es torna de nou a viatjar cap al passat, aturant-se en diversos moments històrics com Granada el 1492 o Ravenna en el 690 per avituallament. Acaben a la Xina del segle iii on viuen algunes aventures, aconseguint escapar sota el control de Benjamín. Els personatges evolucionen, amb en Benjamín obsessionat per la vida eterna, don Sindulfo boig de zel per la Clarita, i la Clarita enamorada del capità Luis.
En el tercer acte, amb una parada a la Pompeia del Vesuvi l'any 79, arriben al segle XXX aC, els temps de Noè. Allà descobreixen el secret de la vida eterna a Déu. Finalment, don Sindulfo, boig, accelera l'anacronópete, que esclata en arribar al dia de la creació.
L'obra s'endinsa dins de l'esperit de l'època, en què les obres de Jules Verne tenien molt d'èxit. Amb seguretat està influenciada per Camille Flammarion i la seva història Lumen. El anacronópete, escrita el 1881, és anterior a L'historioscope de Eugène Mouton, pel que no pot haver sigut influenciat per aquesta.